# إل جي جي دي 510
إل جي جي دي 510 (بالإنجليزية: LG GD510) هو هاتف محمول من إل جي أليكترونيكس تم الكشف عنه في 30 سبتمبر 2009، تم طرحه في الأسواق في أكتوبر 2009.

## الخصائص
- الكاميرا الخلفية: 3 ميجابكسل
- الشاشة: شاشة لمس إل سي دي
- الوزن: 87 غرام